# Igreja de São Benedito (Caetité)
A Igreja de São Benedito é um templo católico localizado na cidade baiana de Caetité, inaugurado em 1833 e construído pela família do Barão de Caetité. Por suas características histórica e arquitetônica, foi tombado pelo Instituto do Patrimônio Artístico e Cultural (IPAC) do estado.
É dedicada a São Benedito, patrono das comunidades afro-descendentes.

## Histórico
Sua construção se deu no começo do século XIX, sua fachada dando o ano de conclusão como 1833. Teria sido erguida por familiares de José Antônio Gomes Neto, futuro Barão de Caetité - segundo fontes por Rita Sophia Gomes Lima, enquanto Helena Lima Santos registra que pode ter sido idealizada pela avó deste, Emereciana Gomes, ou sua mãe Antônia Sophia Gomes.
No terreno dos fundos havia um cemitério, interditado em 1890 quando da inauguração do cemitério municipal.
Teve seu tombamento provisório sugerido em 1979 e definitivo em 2008.

## Estado atual
Segundo vistoria realizada em 2007 o IPAC registrou que se encontrava em estado razoável de conservação. Dez anos depois, entretanto, a imprensa regional relatou o estado de abandono da construção.